# Светооператор
Светооператор в сценических постановках — лицо, ответственное за работу сценического освещения. Светооператор относится к производственно-техническому персоналу.

## Задачи светооператора
Основной задачей светооператора является управление световым пультом. В небольших постановках он может также исполнять функции художника по свету и заведующего электроцехом; в этом случае в его задачи входит создание световой партитуры, размещение световых приборов и их направка. В более профессиональной среде светооператор должен знать устройство множества световых приборов и пультов управления и быть способен легко программировать сложные световые картины.
Во время технической репетиции светооператор, как правило, занят программированием светового пульта в сотрудничестве с художником по свету и режиссёром-постановщиком.
Во время проведения мероприятия светооператор находится на связи с режиссёром-постановщиком и с другим персоналом из числа обслуживающих мероприятие. Его задачей становится управление сменой световых картин в соответствии с разработанной ранее световой партитурой. Знание светооператором партитуры является важным условием, так как во время действия может возникнуть необходимость оперативного вмешательства и внесение изменений в существующие световые картины.